# Metal prețios

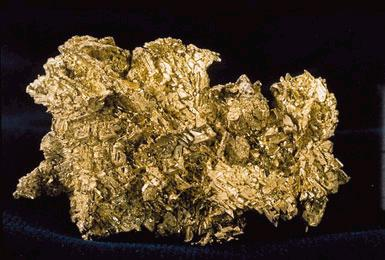
Pepită de aur

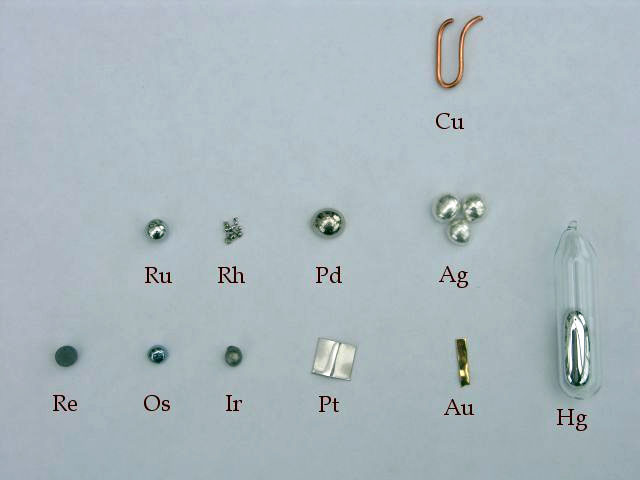
Sortiment de metale prețioase. Singurul metal semiprețios ori neprețios din poză, cuprul (Cu; sub forma literei U), e comparat cu restul sortimentului.

Un metal prețios este un element chimic metalic rar de mare valoare economică. Noțiunea de metal prețios este relativă în raport cu epocile și civilizațiile, cât și în funcție de cererea și oferta de pe piață. Nu totdeauna metalele prețioase au fost cele mai scumpe.
Astăzi sunt considerate metale prețioase: aurul, argintul, platina, rodiul și paladiul.

## Istorie
În epoca Greciei antice, bronzul de Corint era considerat mai prețios decât aurul sau argintul.
În Imperiul otoman, sub Soliman Magnificul, aurarii se îndeletniceau cu încrustarea rubinelor și smaraldelor pe ceainice de zinc. Acest metal cenușiu era aproape necunoscut și trecea, prin urmare, ca fiind foarte rar. În secolul al XIX-lea d.C., platina era uneori folosită de escroci pentru falsificarea argintului...
În anii 1860, descoperirea unor filoane de argint în Vestul Statelor Unite ale Americii au făcut acest metal supraabundent, ceea ce a condus la pierderea valorii sale monetare.

## Utilizări
Metalele prețioase au numeroase utilizări industriale, îndeosebi în electronică (platina, paladiul, rodiul, aurul și argintul), în industria chimică (platina), în confecționarea monedelor, medaliilor și bijuteriilor (aurul, argintul, platina, rodiul)...
Producția acestor metale prin extragere din mediul natural nu mai este suficientă pentru asigurarea nevoilor consumului mondial. De exemplu, pentru aur, a cărei producție a scăzut din 2001, se estimează că 10–20% din consumul mondial provine din reciclare.
| metal    | simbol chimic | abundența de masă (pdb ) | Prețul metalului valoros (USD/kg) | Prețul metalului valoros (USD/kg) | Prețul metalului valoros (USD/kg) | Prețul metalului valoros (USD/kg) | Prețul metalului valoros (USD/kg) | Prețul metalului valoros (USD/kg) |
| metal    | simbol chimic | abundența de masă (pdb ) | 10 apr. 2009                      | 22 iul. 2009                      | 7 ian. 2010                       | 31 dec. 2014                      | 16 iul. 2018                      | 2 mar. 2023                       |
| -------- | ------------- | ------------------------ | --------------------------------- | --------------------------------- | --------------------------------- | --------------------------------- | --------------------------------- | --------------------------------- |
| Rodiu    | Rh            | 1                        | 39.680                            | 46.200                            | 88.415                            | 39.641                            | 77.804                            | 302.220                           |
| Platină  | Pt            | 5                        | 42.681                            | 37.650                            | 87.741                            | 38.902                            | 28.960                            | 31.010                            |
| Aur      | Au            | 4                        | 31.100                            | 30.590                            | 24.317                            | 38.130                            | 43.764                            | 59.040                            |
| Paladiu  | Pd            | 15                       | 8.430                             | 8.140                             | 13.632                            | 25.559                            | 32.205                            | 46.440                            |
| Iridiu   | Ir            | 1                        | 14.100                            | 12.960                            | 13.117                            | 15.432                            | 46.940                            | 147.890                           |
| Osmiu    | Os            | 1,5                      | 13.400                            | 12.200                            | 12.217                            | 12.217                            |                                   |                                   |
| Reniu    | Re            | 0,7                      | 7.400                             | 7.000                             | 6.250                             | 2.425                             |                                   |                                   |
| Ruteniu  | Ru            | 1                        | 2.290                             | 2.730                             | 5.562                             | 1.865                             | 8.423                             | 14.950                            |
| Germaniu | Ge            | 1.500                    |                                   | 1.050                             | 1.038                             |                                   |                                   |                                   |
| Beriliu  | Be            | 2.800                    |                                   | 850                               |                                   |                                   |                                   |                                   |
| Argint   | Ag            | 75                       | 437                               | 439                               | 588                               | 441                               | 556                               | 670                               |
| Indiu    | In            | 50                       |                                   | 325                               | 520                               |                                   |                                   |                                   |
| Galiu    | Ga            | 19.000                   | 580                               | 425                               | 413                               |                                   |                                   |                                   |
| Telur    | Te            | 1                        |                                   |                                   | 158,7                             |                                   |                                   |                                   |
| Bismut   | Bi            | 8,5                      |                                   | 15,4                              | 18,19                             |                                   |                                   |                                   |
| Mercur   | Hg            | 85                       |                                   | 18,9                              | 15,95                             |                                   |                                   |                                   |

## Origine
Potrivit unui studiu din 2011 realizat de Matthias Willbold și Tim Elliott de la Universitatea din Bristol, metalele prețioase precum sunt aurul, iridiul și cele din grupa platinei ar fi de origine extraterestră, aduse pe Pământ de meteoriți.

## Aluminiu
Un metal prețios inițial, care a devenit comun, este aluminiul. În timp ce aluminiul este al treilea element și cel mai abundent metal din scoarța terestră, la început s-a constatat că este extrem de dificil să se extragă metalul din diferitele sale minereuri nemetalice. Consumul mare de rafinare a metalului a făcut ca cantitatea mică disponibilă de aluminiu pur să fie mai valoroasă decât aurul. Bare de aluminiu au fost expuse la Expoziția Universală din 1855, și cei mai importanți oaspeți ai lui Napoleon al III-lea au primit tacâmuri din aluminiu, în timp ce cei mai puțin demni au luat masa doar cu argint. În 1884, piatra piramidală a Monumentului lui Washington a fost turnată din 2,84 kg de aluminiu pur. Până atunci, aluminiul era la fel de scump ca argintul. Statuia lui Anteros de pe vârful Fântânii Memoriale "Shaftesbury" (1885–1893) din Piccadilly Circus din Londra este, de asemenea, din aluminiu turnat. De-a lungul timpului, însă, prețul metalului a scăzut. Zorii producției electrice comerciale în 1882 și invenția procesului Hall–Héroult în 1886 au făcut ca prețul aluminiului să scadă substanțial într-o perioadă scurtă de timp.